# 게임쇼 하이파이브
《게임쇼 하이파이브》는 매주 화요일에 방송되었던 SBS의 오락 프로그램이다. 기획 의도는 출연진을 위한 퀴즈 프로그램이며, 진행자는 윤정수와 한선교이다.

## 기획의도
연예인들이 나오는 퀴즈프로그램

## 진행자
- 윤정수
- 한선교